# Węzławiec ogrodowy
Węzławiec ogrodowy, węzławiec płaski (Polydesmus complanatus) – gatunek dwuparca z rzędu węzławców i rodziny rosochatkowatych. Jest najpospolitszym dwuparcem w Polsce. Ma ciało wydłużone, o spłaszczonej powierzchni grzbietowej. Znany jest również jako węzławiec płaski.

## Opis
Polydesmus complanatus ma ciało wydłużone, o spłaszczonej powierzchni grzbietowej z charakterystycznym urzeźbieniem. Należy do większych krajowych przedstawicieli rodzaju Polydesmus. Osiąga długość 15-23 mm i szerokość 2,3-3,2 mm. Wierzch ciała ma barwy od brunatnej do szarozielonkawej, od spodu szarożółtej.
U dorosłych za głową można wyróżnić 20 segmentów (pierścieni). Oprócz nich po stronie brzusznej znajduje się jeszcze jeden, ostatni segment (analny), w formie płytki odbytowej. Pierwsze 4 segmenty za głową tworzą tułów, pozostałe odwłok. Razem z głową i segmentem analnym jest ich 22.
Samica posiada 31 par odnóży krocznych, samiec 30, o jedną parę mniej, ponieważ jedna para przekształcona jest w nóżki kopulacyjne (gonopodia).
Bardziej szczegółowo budowa przedstawia się następująco:
- głowa

Brak oczu – zwierzę jest ślepe. Czułki krótkie, składające się z 8 członów.
- tułów – 4 segmenty[9]

pierwszy za głową (szyjny, collum) pozbawiony odnóży, trzy kolejne (II–IV) - po jednej parze odnóży krocznych
- odwłok – pozostałe segmenty
  - 14 diplosegmentów (segmentów podwójnych) - na każdym po 2 pary odnóży krocznych[5][9]
Samiec na segmencie 7-ym za głową ma tylko jedną, bo przednia para przekształcona jest w nóżki kopulacyjne (gonopodia)[5][9].
W skład każdego diplosegmentu wchodzi przedpierścień (prosomit) i zapierścień (metasomit). Zapierścień jest spłaszczony i tworzy skrzydła boczne[5][9]. Znajdują się na nich otwory gruczołów obronnych, chociaż nie na wszystkich segmentach[5][9]. Sąsiadujące diplosegmenty mogą być wsuwane w siebie jak pierścienie składanego teleskopu[12].
Diplosegmenty powstały poprzez zrośnięcie się dwóch sąsiednich metamerów[9].
  - 1 segment bez odnóży[10][13]. Jest to strefa wzrostu[5].
  - przedostatni segment czyli 20-y za głową (preanalny[12]) tworzący płytkę ogonową zakończoną wyrostkiem, ostatni (analny[11][12]) znajdującą się po stronie brzusznej płytkę odbytową[9].
Według niektórych autorów segment analny dwuparców jest częścią preanalnego, stanowiącego wtedy ostatni pierścień (telson[12][14])[12].

Liczba pierścieni wzrasta podczas rozwoju postembrionalnego. Normalne dorosłe osobniki znajdują się w stadium VIII. Mają wtedy głowę, 18 pierścieni z odnóżami, 1 pierścień pozbawiony odnóży oraz telson (w skrócie: 18+1+T). W warunkach laboratoryjnych niektóre osobniki przechodzą o jedno linienie więcej osiągając stadium IX (19+1+T), w którym mają o 1 pierścień z odnóżami więcej. Warto zwrócić uwagę, że przy tego rodzaju liczeniach segment szyjny (collum) oraz 2-i są traktowane obydwa jako posiadające parę odnóży znajdującą się między nimi.
Przechodzenie dodatkowych linień lub zmienną liczbę pierścieni w niewoli lub na wolności zaobserwowano u paru innych gatunków dwuparców.
Gatunek ten identyfikuje się na podstawie rozmiarów ciała oraz budowy zewnętrznego ramienia nóżki kopulacyjnej. Nie ma ono garbka w dolnej części oraz jest długie i zgięte w połowie.

## Występowanie
Polydesmus complanatus jest gatunkiem wschodnioeuropejskim. Swoim zasięgiem obejmuje obszar od Niemiec do Rosji i północnej Azji (bez Chin) i od Włoch i Grecji do Skandynawii.
W Polsce występuje w całym kraju i jest najpospolitszym dwuparcem, często dominantem. W Tatrach dochodzi do 1900m n.p.m., w Bieszczadach do 1000 m n.p.m..
Został też introdukowany do Stanów Zjednoczonych.

## Siedlisko
Polydesmus complanatus  jest gatunkiem eurytopowym, czyli zasiedlającym rozmaite środowiska, chociaż unika miejsc skrajnie wilgotnych. Żyje pod kamieniami, w spróchniałych pniach drzew i wśród leżących pni, w ściółce. Występuje w lasach liściastych i mieszanych, nad potokami, na torfowiskach na kępach, na wilgotnych łąkach, w uprawach, a nawet synantropijnie. W miastach jest spotykany tylko na obrzeżach.